# アニメーション・ネーション
アニメーション・ネーション（英語：Animation Nation） は、シンガポールで、毎年開催される国際アニメーション映画祭。

## 概要
- 2004年から開催されており、日本のアニメーション映画も数多く参加。
- 2007年の上映本数は30ヶ国以上から集まった約80本。
- 主催はシンガポール・フィルム・ソサイエティー。

## 日本に関係した事象
日本のアニメーション映画での主な参加作品は以下の通りである。
- アニメーション・ネーション 2007（第4回）
  - 「鉄コン筋クリート」
  - 「FREEDOM-PROJECT」
  - 「秒速5センチメートル」
  - 「こまねこ」
  - 「東京ループ」
- アニメーション・ネーション 2008（第5回）
  - 「ピアノの森」
  - 「FREEDOM-PROJECT 1-7」